# Pagaronia acicularis
Pagaronia acicularis är en insektsart som beskrevs av Hayashi och Yoshida 1995. Pagaronia acicularis ingår i släktet Pagaronia och familjen dvärgstritar. Inga underarter finns listade i Catalogue of Life.